# Phera unipunctata
Phera unipunctata är en insektsart som beskrevs av Evans 1947. Phera unipunctata ingår i släktet Phera och familjen dvärgstritar.
Artens utbredningsområde är Colombia. Inga underarter finns listade i Catalogue of Life.